# Esta noche cruzamos el Mississippi
Esta noche cruzamos el Mississippi fue un programa de televisión producido y presentado por el periodista Pepe Navarro y emitido por la cadena española Telecinco entre el 18 de septiembre de 1995 y el 10 de julio de 1997. Se emitía de lunes a jueves en la franja del late night.

## Contenido
Respondía al formato de programa de medianoche, en el que combinaban entrevistas con sketches humorísticos y noticias de crónica social. Se hicieron célebres los personajes recreados por los cómicos Carlos Iglesias (como Pepelu, personaje hijo de Pepe, el presentador, parodia de la presentadora Terelu Campos), Santiago Urrialde (El reportero total, Rambo), Maribel Ripoll (Doña Reme) o Florentino Fernández (Lucas Grijánder y Crispín Klander) y músico Nicolas 'Nick' Padron (El Escóces), así como la bailarina del programa y posteriormente cantante Sonia Monroy y personajes icónicos en toda la extensión de la palabra, como Cristina La Veneno, una de las primeras mujeres transexuales en dar visibilidad al colectivo LGBT en España. 

### Caso Alcácer
Igualmente nutrió el contenido del programa la denominada crónica negra, realizándose un especial seguimiento a las investigaciones del crimen de Alcácer. En una de las ediciones del programa Fernando García, padre de una de las niñas asesinadas, y el periodista Juan Ignacio Blanco señalaron a varios políticos y empresarios relevantes de la época de pertenecer a una red de producción de vídeos snuff implicada en el crimen. Las acusaciones se realizaron en directo, sin tener ninguna prueba al respecto y dando nombres y apellidos. En octubre de 2001, tras la denuncia de algunos de los damnificados, el productor y presentador del programa, Pepe Navarro, reconoció por escrito los daños causados y pagó una indemnización millonaria que le libró del juicio. No sucedió así con García y Blanco que, a pesar de retractarse de sus palabras y pedir perdón, fueron condenados por calumnias.

## Equipo

### Equipo inicial
- Dirección: Pepe Navarro.
- Subdirección: Ángel García.
- Redacción: Santiago Botello, Machús Osinaga, Cristina Belinchón, Enrique Barrueco, Manuel Ángel Menéndez, Norberto Gómez, Ángeles López, Ernesto López Feito, Esther González, Faela Sainz, José Antonio Fontán, Amparo de la Gama, César Donamaría, José Hermida y Carmen Aguilera.
- Guionistas: Ricardo Groizard, Emilio de Felipe, Ángel Ayllón, Fernando del Moral y Juanjo de la Cruz.
- Producción: Mari Navarro, Luis Morales, David Botello, Marta Palenzuela, Begoña Adame, Lola Santos y David Fernando Reyes.
- Actores: Carlos Iglesias y Nuria González.
- Músico y actor: Nicolas 'Nick' Padrón.
- Músico y compositor: Cope Gutiérrez.

## En la cultura popular
El espacio es recreado en varios episodios de la serie Veneno (2020), homenaje a Cristina Ortiz, con Israel Elejalde como Pepe Navarro, Lola Dueñas como Faela Sáinz, Ester Expósito como Machús Osinaga y Brays Efe como Florentino Fernández (Crispín Klander).

## Premios y nominaciones

### Premios Ondas
- Premio Ondas 1996 de televisión al Mejor programa de entretenimiento

### TP de Oro
| Año  | Categoría                     | Resultado |
| ---- | ----------------------------- | --------- |
| 1996 | Mejor programa de actualidad  | Ganador   |
| 1996 | Mejor actor (Carlos Iglesias) | Nominado  |
| 1995 | Mayor magazine                | Ganador   |
| 1995 | Presentador (Pepe Navarro)    | Nominado  |